# Mariano Unzué
Mariano Unzue é uma localidade do partido de Bolívar, da Província de Buenos Aires, na Argentina. Possui uma população estimada em 28 habitantes (INDEC 2001).